# Дячкина, Наталья Александровна
Наталья Александровна Дячкина (род. 8 апреля 1970 года) - российская пловчиха в ластах, заслуженный мастер спорта России.

## Карьера
Тренировалась у А.Д. Шумкова в клубе «СКАТ» при Томском университете.
Чемпион мира 1990 г. 6-кратный чемпион Европы 1987, 1991, 1993 гг. Рекордсменка Европы 1993 г.  5-кратная рекордсменка Европы среди юношей 1987 г.
Выпускница юрфака ТГУ.